# Ramboldia sanguinolenta
Ramboldia sanguinolenta är en lavart som först beskrevs av Kremp., och fick sitt nu gällande namn av Kalb, Lumbsch & Elix. Ramboldia sanguinolenta ingår i släktet Ramboldia och familjen Lecanoraceae.   Inga underarter finns listade i Catalogue of Life.